# Gevlekt roetneusje
Het gevlekt roetneusje (Parasyrphus punctulatus) is een vliegensoort uit de familie van de zweefvliegen (Syrphidae). De wetenschappelijke naam van de soort is voor het eerst geldig gepubliceerd in 1873 door Verrall.

## Kenmerken
De soort is 7-9 mm groot. De antennes zijn aan de onderzijde geel. De ogen zijn niet erg behaard. De buik is gemarkeerd met 3 gele halfronde vlekken op de 3e en 4e abdominale tergit, die bij de man de laterale rand niet bereiken. De benen zijn zwart en de knieën zijn geel tot aan de basis van het voorste scheenbeen. De vleugels hebben een lichtgrijze vleugelvlek (pterostigma).

### Verspreiding
De gevlekt roetneusje wordt verspreid van Europa naar Japan. Het wordt vaak gevonden op plaatsen op bospaden, struiken, bosranden en tuinen in de buurt van de stad. Hun vliegtijd is van maart tot juni met een piek in maart/april.

## Levenswijze
De larven van het gevlekt roetneusje zijn zoöfaag, ze voeden zich met b.v. van bepaalde bladluizen. Als pop overwintert de larve voordat hij in het voorjaar uitkomt. In het volwassen stadium (imago) voeden ze zich het liefst met nectar en stuifmeel van lagere planten zoals klein hoefblad, kruipende boterbloem, cipressenwolfsmelk, maar ook wilgen.